# Tullio Regge
Tullio Regge [túlijo rédže], italijanski fizik in matematik, * 11. julij 1931, Torino, Italija, † 23. oktober 2014, Orbassano.

## Življenje in delo
Regge je diplomiral leta 1952 iz fizike na Univerzi v Torinu. V letih od 1954 do 1956 je s pomočjo Fullbrightove štipendije doktoriral na Univerzi v Rochestru, New York, pod Marshakovim mentorstvom.
Leta 1961 so ga izvolili za profesorja teoretične fizike na Univerzi v Torinu. Med letoma 1959 in 1960 je delal pri Heisenbergu na Inštitutu Maxa Plancka v Münchnu. Vrnil se je za nekaj časa v ZDA, najprej na Univerzo Princeton in nato leta 1965 na Inštitut za višji študij. Tu je predaval vse do leta 1979.
Delal je na področju trkov pri visokih energijah, kjer je razvil zamisel kompleksne vrtilne količine in na področju polov trkalnih matrik vrtilne količine, ki so jih takrat uporabljali v fiziki visokih energij. Leta 1958 je razvil fenomenološko teorijo močnih interakcij pri visokih energijah. V začetku je bila razširjena, kasneje pa jo je nadomestila kvantna kromodinamika. 
Razvil je poseben formalizem tvorjenja simpleksnih aproksimacij prostor-časov, ki so rešitve Einsteinovih enačb polja, in se imenuje po njem Reggejev račun. 
Z Wheelerjem je raziskal motnjo Schwarzchildove metrike, ki označuje črne luknje (Regge-Wheeler-Zerillijevi enačbi), in nenazadnje je uvedel pojem nezvezne gravitacije.

## Priznanja

### Nagrade
Leta 1964 je prejel Heinemanovo nagrado za matematično fiziko Ameriškega fizikalnega društva, leta 1996 skupaj z Veltmanom Diracovo medaljo za teoretično fiziko Mendarodnega središča za teoretično fiziko Abdusa Salama (ICTP) in leta 2001 skupaj z Lipatovom Pomerančukovo nagrado za teoretično fiziko.
Leta 1989 so ga izvolili v Evropski parlament. Član je bil do leta 1994.

### Poimenovanja
Po njem se imenuje asteroid glavnega pasu 3778 Regge, ki ga je 26. aprila 1984 odkril Ferreri na Observatoriju La Silla.